# شو جينزهاو
شو جينزهاو (بالصينية: 储今朝) (11 يناير 1993 بتيانجين في الصين - ) هو لاعب كرة قدم صيني في مركز الدفاع.

## روابط خارجية
- شو جينزهاو على موقع قاعدة بيانات كرة القدم.إي يو (الإنجليزية)
- شو جينزهاو على موقع Soccerway.com (الإنجليزية)